# 横山隆従
横山 隆従 （よこやま たかより、宝暦8年4月1日（1758年5月7日） - 寛政4年7月18日（1792年9月4日）） は、加賀藩年寄。加賀八家横山家第9代当主。
父は加賀藩年寄横山隆達。子は横山隆盛。通称は義四郎、求馬、大膳、山城。官位は従五位下・山城守。

## 生涯
宝暦8年（1758年）4月1日、加賀藩年寄横山隆達の子として生まれる。安永5年（1776年）、隆達の死去により家督相続する。天明6年（1786年）、藩主前田治脩より学校創設の命を受け、寛政3年（1791年）9月、学校方御用主附（学校惣奉行）に任命されて建設に着手し、翌寛政4年（1792年）3月、藩校明倫堂を設立する。同年7月18日没。享年35。墓所は石川県金沢市野田山墓地。家督は嫡男の隆盛が相続した。